# مارته الکساندر
مارته الکساندر (انگلیسی: Marte Alexander؛ زادهٔ ۱ مارس ۱۹۷۶) بازیکن بسکتبال، و سرمربی (بسکتبال) اهل ایالات متحده آمریکا است.
از فیلم‌ها یا برنامه‌های تلویزیونی که وی در آن نقش داشته‌است می‌توان به عشق و بسکتبال اشاره کرد.
از باشگاه‌هایی که در آن بازی کرده‌است می‌توان به اشاره کرد.